# 圣母主教座堂 (温尼伯)
圣母主教座堂（St. Mary's Cathedral）是天主教温尼伯总教区的主教座堂，位于加拿大马尼托巴省温尼伯的市中心，圣母大道（St. Mary Avenue）和 Hargrave Street 转角。该堂是温尼伯市的两座天主教主教座堂之一，另一座是圣波尼法爵圣殿主教座堂 (温尼伯)，是天主教圣波尼法爵总教区的主教座堂，位于红河对岸，那里曾是一座独立的城市圣波尼法爵（Saint Boniface）。
该堂最初由 C. Balston Kenway设计于1880年，1896年由出生于英国的石匠和建筑师 Samuel Hooper扩建。该堂为罗马复兴式建筑风格。